# Террі Бранстед
Террі Едвард Бранстед (англ. Terry Edward Branstad; нар. 17 листопада 1946, Леленд, Айова) — американський політик і дипломат, який представляє Республіканську партію, посол США в Китаї (2017—2020). До призначення на цю посаду був губернатором штату Айова (2011–2017), також обіймав цю посаду у 1983–1999 роках, ставши наймолодшим губернатором Айови. Є рекордсменом за часом перебування на посаді серед губернаторів штатів в історії США.

## Біографія
Террі Бранстед народився у норвезько-американській лютеранській родині у Леленді, штат Айова. У 1969 році закінчив Айовський університет зі ступенем бакалавра, після чого вступив до армії США, де прослужив 2 роки і за відмінну службу був нагороджений похвальною медаллю. Повернувшись з армії він продовжив навчання в юридичній школі Університету Дрейка.
Його політична кар'єра почалася у Палаті представників Айови, де з 1973 по 1979 він обіймав посаду представника, поки не став 41-м віце-губернатором Айови, пробувши на цій посаді аж до призначення на посаду губернатора.
Террі Бранстед обраний губернатором у віці 36 років, таким чином він став наймолодшим губернатором в історії Айови, а після закінчення терміну повноважень, ще й губернатором, який найдовше перебував на цій посаді в Айові.
У період губернаторства Бранстеда рівень безробіття у штаті знизився з 8,5 % у 1983 році до рекордно низького рівня у 2,5 %, зафіксованим на момент закінчення повноважень у 1999 році. Одним з перших його рішень стало накладення вето на законопроєкт, що дозволяє проводити державні лотереї. У 1983 році дефіцит бюджету штату становив 90 млн доларів і знадобилося кілька років, щоб його збалансувати. Як стверджував Бранстед, йому не виявлялася достатня підтримка для прийняття важливих законопроєктів з реформування бюджету аж до 1992 року. До 1999 року бюджет штату Айова мав безпрецедентний профіцит у розмірі 900 млн доларів.
У серпні 2003 року Бранстед прийняв пропозицію Де-Мойнського університету, стати його президентом. 16 жовтня 2009 року він оголосив про свій відхід, щоб балотуватися у черговий раз на посаду губернатора штату. У тому ж місяці він подав документи для участі у виборах 2010 року. За даними опитувань, проведених у вересні виданням Des Moines Register його підтримували близько 70 % виборців.
8 червня 2010 року його обрали кандидатом від республіканців на посаду губернатора на листопадових виборах.
На загальних виборах у листопаді 2010 року йому протистояв демократ Чет Калвер, який набрав 43,1 % голосів, тоді як Бранстед отримав 52,9 % голосів виборців.
8 грудня 2016 року Бранстед прийняв пропозицію обраного президента США Дональда Трампа стати послом США в Китаї. 22 травня 2017 Сенат США затвердив Бранстеда на посаді 82 голосами проти 13.